# UMF Selfoss
L'Umgnennafélag Selfoss (UMF Selfoss) est un club omnisports islandais basé à Selfoss. Il comprend notamment des sections de football et de handball.

## Historique
Le club est fondé le 1er juin 1936.

## Section football
Maillots
Dernière mise à jour : 26 avril 2020.

### Palmarès
Section masculine
- Championnat d'Islande de D2
  - Champion : 2009

- Championnat d'Islande de D3
  - Champion : 1966, 1978, 1985, 1993, 2024

Section féminine
- Coupe d'Islande féminine de football
  - Vainqueur : 2019
  - Finaliste : 2014 et 2015
- Supercoupe d'Islande féminine de football
  - Vainqueur : 2020

## Section handball

### Palmarès
Section masculine
- Championnat d'Islande (1) : 2019
- Championnat d'Islande de D2 (3) : 1998, 2001, 2010
- Finaliste de la Coupe d'Islande (1) : 1993

Section féminine
- Championnat d'Islande : néant